# Ammóniosz Szakkasz
Ammóniosz Szakkasz (ógörögül: Ἀμμώνιος Σακκᾶς, latinul: Ammonius Saccas), (175 körül – 250 körül) késő ókori görög újplatonista filozófus.
Alexandriából származott, és „Szakkasz” melléknevét állítólag arról nyerte, hogy ifjúkorában zsákhordásból élt. Keresztény származású volt, de az ókori filozófusok bölcseletének tanulmányozása a régi görög vallásra térítette vissza. Hírnevét tanítványai alapították meg, többek között Longinosz, a filozófus Órigenész, és Plótinosz, aki 232–242 között Ammóniosz hallgatója volt. Maga Ammóniosz semmit sem írt; bizonyos misztikus filozófiai irányzatot vallott, amely az újplatonikus filozófiai vallás magvát alkothatta, és amelyet később Plótinosz fejtett ki.
Tanításairól közvetlenül nem tudunk semmit, de a nyomdokain három bölcseleti iskola támadtː az alexandriai-római, a szíriai-kisázsiai és az athéni.